# Rote Liebe
Rote Liebe  (en alemany: Amor Roig) és una pel·lícula documental alemanya del 1982 dirigida per Rosa von Praunheim. La pel·lícula, dividida en dos segments completament diferents intercalats, tracta de dues dones privades d'independència durant molts anys per les seves obligacions familiars o per un cònjuge autoritari. Un dels segments és una entrevista documental; l'altre és un conte de ficció.
La narració de ficció, feta a l'estil d'una obra de moralitat de principis del segle xx, es basa en Vasilisa Maligina (1927), una novel·la d'Aleksandra Kollontai, escriptora feminista que va ser la primera ambaixadora soviètica a Noruega. Explica la història d'una jove Vasilisa (Sascha Hammer) que trenca amb els seus primers ideals per contraure un matrimoni burgès convencional i aprèn a enfrontar-se al seu marit efemenat (Mark Eins).
La segona part és un documental sobre Helga Goetze, una dona d'Alemanya Occidental d'uns cinquanta anys, que després de trenta anys d'un matrimoni sexualment avorrit, va deixar el seu marit i els seus set fills per unir-se a la Comuna l'Otto Muehl a Viena per tal de viure una vida de llibertat sexual. Es va radicalitzar i es va sobresexualitzar al·legant que tot el que vol fer és tenir sexe. Mentre defensa l'alliberament sexual, té idees sexuals escandaloses.